# Нсутит
Нсутит (рос. нсутит; англ. nsutite; нім. Nsutit m) — мінерал, гідратизований різновид MnO2. Містить (%): MnO2 — 90,57; MnO — 2,60; Н2О — 2,97. Домішки: SiO2; Fe2O3; K2O; MgO; NiO; Al2O3; CaO.
Сингонія гексагональна.
Утворює тонкозернисті, волокнисті, рідше компактні агрегати, іноді таблитчасті кристали.
Густина 4,24-4,67.
Твердість 5.
Колір білий, світло-коричневий.
Поширений мінерал гіпергенних утворень.
Походження: осадове, гідротермальне.
Знайдено на манґановому родовищі Нсута (Ґана), за яким названо мінерал (R.K.Sorem, E.N.Cameron, 1960).